# 内森·巴格利
内森·巴格利（英語：Nathan Baggaley，1975年12月6日—），澳大利亚男子皮划艇运动员。他曾代表澳大利亚参加2000年和2004年夏季奥林匹克运动会皮划艇比赛，获得二枚银牌。